# Mamma ho ingoiato l'autotune 2
Mamma ho ingoiato l'autotune 2  è il nono EP del rapper italiano Jesto, pubblicato il 5 maggio 2015.

## Tracce
1. Ho ingoiato l'autotune – 2:44
2. Lasciatemi stare – 4:09
3. Succhia cazzi – 3:29
4. Cuore in freezer – 3:47
5. In hangover – 3:45
6. Vinco io – 4:35

## Formazione
Musicisti
- Jesto – voce

Produzione
- Pankees – produzione, missaggio, mastering ed editing